# Lingua martuthunira
La lingua martuthunira era una lingua pama-nyunga dell'Australia, diffusa in passato nell'Australia Occidentale.

## Distribuzione geografica
Il martuthunira è una lingua estinta, attestata nella regione di Pilbara. Dall'indagine nazionale sulle lingue indigene del 2004 risultavano 5 locutori, ma nel successivo censimento del 2006 non sono stati rilevati locutori.

## Nome
Il nome Martuthunira, pronunciato [maɽʊðʊneɻa] dai parlanti nativi, significa "quelli che vivono attorno al Fortescue River". Ha molte varianti ortografiche, tra cui: Maratunia, Mardadhunira, Mardathon, Mardathoni, Mardathoonera, Mardatuna, Mardatunera, Mardudhoonera, Mardudhunera, Mardudhunira, Mardudjungara, Marduduna, Mardudunera, Marduthunira, Mardutunera, Mardutunira, Marduyunira, Martuthinya e Martuyhunira.

### Consonanti
|           | Peripheral | Peripheral | Laminal | Laminal  | Apical    | Apical |
| Bilabial  | Velar      | Palatal    | Dental  | Alveolar | Retroflex |        |
| --------- | ---------- | ---------- | ------- | -------- | --------- | ------ |
| Stop      | p          | k          | c       | t̪        | t         | ʈ      |
| Nasal     | m          | ŋ          | ɲ       | n̪        | n         | ɳ      |
| Lateral   |            |            | ʎ       | l̪        | l         | ɭ      |
| Rhotic    |            |            |         |          | r         | ɻ      |
| Semivowel | w          | w          | j       |          |           |        |

L'occlusiva laminare /c/ ha un allofono sonoro [ɟ] tra le vocali.
Tra le vocali, l'occlusiva dentale /t̪/ può diventare [d̪], [ð], [ð̞], [ɻ], [j], [w]. In alcune parole una realizzazione particolare viene sempre usata, in altre vi è una variazione libera.
L'occlusiva alveolare /t/ ha un allofono sonoro [d] dopo una nasale. Capita tra vocali solo in una manciata di parole, probabilmente tutti prestiti, che ha un periodo di chiusura più lungo delle altre occlusive [tː].
L'occlusiva retroflessa /ʈ/ ha un allofono sonoro [ɖ] dopo una nasale e un allofono palatale  [ɽ] tra le vocali.
Oltre agli allofoni sonori menzionati sopra, le occlusive sono di solito sorde e non aspirate.
Le laterali allofone pre-occlusive [cʎ t̪l̪ tl ʈɭ] quando capitano in una coda sillabica.
La rotica alveolare /r/ è una monovibrante [ɾ] tra vocali, e solitamente un trillo monosillabico [r̥] alla fine.
La semivocale palatale /j/ potrebbe venire eliminata all'inizio /i/, ma la caduta equivalente di /w/ prima dell'iniziale /u/ è rara.

### Vocali
|       | Anteriori | Posteriori |
| ----- | --------- | ---------- |
| Alta  | i iː      | u uː       |
| Bassa | a aː      | a aː       |

/i/ risulta di solito [ɪ], anche se si può trovare come [i] vicino alle consonanti palatali e come [e] vicino a /r/, /n/ o /l/.
/iː/ si realizza come [ɪː] in sillabe a morfema iniziale, [eː] da tutte le altre parti.
/u/ si realizza come [u] nelle sillabe toniche, e [ʊ] in sillabe atone. /u/ viene affrontato a gradi di variazione quando si è vicini a consonanti laminari, più anteriorizzato quando [ʉ] preceduta da una consonante. Ha un allofono arrotondato [ɨ] quando è seguito da /ɻ/.
/uː/ è di solito [ʊː], ma viene abbassato a [ɔː] quando preceduto da una consonante laminare.
/a/ è di solito [ɐ] quando è tonico, [ə] quando è atono. In seguito ad una consonante laminale, ancora di più dopo dentali e palatali, viene anteriorizzato verso [ɛ]. Se preceduto da /w/ e seguito da una consonante velare, viene realizzato come [ɒ].
/aː/ di solito viene reso semplicemente come [ɐː].

### Fonotattica
Tutte le parole Martuthunira cominciano con una delle seguenti consonanti, dalla più alla meno frequente:/p k m w ŋ c t̪ j ɲ n̪/. Questo consiste solo di occlusive periferiche e laminari, nasali e semivocali. Le parole potrebbero terminare in vocale o uno degli /n r l ɲ ɳ ʎ ɭ/.

## Grammatica

### Accumulo dei casi
Il Martuthunira presenta l'accumulo dei casi, dove i nomi prendono più suffissi dei casi per accordo. Ad esempio:
| Ngayu                                               | nhawulha | ngurnu | tharnta-a    | mirtily-marta-a     | thara-ngka-marta-a.     |
| Io                                                  | ho visto | quel   | canguro -ACC | cucciolo-PROP-a.C.C | marsupio-LOC-PROP-a.C.C |
| Ho visto quel canguro con un cucciolo nel marsupio. |          |        |              |                     |                         |

- Tharnta è l'oggetto del verbo, quindi è nel caso accusativo.
- Mirtily prende un suffisso proprietivo, che indica che viene posseduto dal canguro. Tuttavia, poiché modifica tharnta, prende in aggiunta un suffisso accusativo per farlo concordare.
- Thara prende un suffisso locativo, che indica che è ciò che contiene il cucciolo. Prende anche un suffisso proprietivo per concordare con mirtily, e quindi un suffisso accusativo per concordare con tharnta.